# Eitelfriedrich Thom

Eitelfriedrich Thom dirigiert 1991 innerhalb des int. Sommerkurses in Kloster Michaelstein

Grab von Eitelfriedrich Thom

Eitelfriedrich Thom (* 20. November 1933 in Stolp; † 12. Dezember 1993 in Blankenburg (Harz)) war ein deutscher Dirigent und Musikwissenschaftler.

## Leben und Wirken
Thom wurde 1933 in Stolp geboren und besuchte bis 1945 die dortige Volksschule und anschließend das Gymnasium. Im April 1946 flüchtete Thom über Plau und Bernburg nach Blankenburg im Harz. 1952 gründete er das „Collegium musicum Blankenburg“, das 1965 den Namen „Telemann-Kammerorchester“ erhielt. Von 1953 bis 1957 studierte er an der Martin-Luther-Universität Halle-Wittenberg. 1956 initiierte Thom die „Blankenburger Musiktage“. 1958 initiierte er erstes Treffen zu Kursen „Jugend musiziert“, den späteren „Michaelsteiner Sommerkurs“. Nach seinem Staatsexamen im Jahr 1957 arbeitete Thom bis 1970 als Lehrer an der GutsMuths-EOS in Quedlinburg. 1973 folgte die Promotion zum Doctor philosophiae mit der Arbeit Heinrich Sattler (1811–1891) und das Musikleben seiner Zeit im Nördlichen Vorharz. Ein Beitrag zur musikalischen Landschaftsforschung im Bereich des nördlichen Vorharzes im 19. Jh. an der Universität Halle.
Ab 1968 nutzte Thom das Kloster Michaelstein für sein Orchester, die zerfallene Bausubstanz des Gebäudes wurde in jahrelanger Arbeit restauriert. Am 30. Juni 1968 fand das erste Konzert im Refektorium des Klosters statt. 1972 richtete Thom die erste wissenschaftliche Arbeitstagung in Michaelstein aus. Das ehemalige Kloster wurde 1978 zur Kultureinrichtung, die Leitung übernahm Thom. Neben dieser Tätigkeit war er von 1978 bis 1980 Leiter der Außenstelle Magdeburg der Hochschule für Musik „Felix Mendelssohn Bartholdy“ Leipzig. 1981 wurde Eitelfriedrich Thom zum Direktor und Musikalischem Oberleiter der Kultur- und Forschungsstätte Michaelstein ernannt. Am 1. September 1989 wurde das fest am Institut angestellte Barockensemble des Telemann-Kammerorchesters gegründet. Zwei Jahre später wurde Thom zum künstlerischen Leiter der Telemann-Festtage in Clausthal-Zellerfeld ernannt.
Eitelfriedrich Thom war bis 1989 Mitglied der SED. Später wurde er Mitglied der Rotarier und Freimaurer.

## Auszeichnungen
- 1994 postum Ehrenpreis der Stadt Blankenburg